# Autodromo Alice
L'Autodromo Alice est un modèle d'autobus, conçu et fabriqué par la Carrozzeria Autodromo Modena pour le marché italien entre 1987 et 1994.

## Histoire
A cette époque, la Carrozzeria Autodromo utilisait essentiellement des châssis de son confrère BredaBus-Sicca installé à Vittorio Veneto, au nord de Venise qui fournissait également son concurrent Inbus.
Autodromo a été un des premiers constructeurs à implanter le moteur en position verticale à l'arrière du véhicule afin de libérer le maximum de place pour les passagers et les bagages en soute mais également afin de descendre le plancher jusqu'à obtenir les fameux planchers extra abaissés des autobus urbains actuels. 
L'Autodromo Alice a été lancé en 1987 et l'accessibilité à bord s'opérait avec seulement deux marches au lieu des trois (ou quatre) des autobus concurrents. Il disposait en série d'un emplacement pour un fauteuil PMR (Personne à Mobilité Réduite) avec ceinture de sécurité, située près de la porte centrale équipée d'une plateforme d'accès inclinée rétractable.
Les versions urbaines de 10 et 12 mètres n'ont pas rencontré un grand succès contrairement au modèle de ligne qui a largement été adopté par l'ATV de Vérone, l'APS de Padoue, l'ASF de Côme, la Società Italiana Trasporti Automobilistici - SITA, l'ATCM de Modène, l'ATM de Milan, l'ATC de Bologne, la Tigullio Trasporti de Carasco et beaucoup de sociétés de transport d'Italie du nord en Émilie-Romagne, Vénétie et Lombardie.
La production n'a toutefois pas atteint les 1.000 exemplaires en raison de l'annonce du futur autobus futuriste Autodromo BusOtto avec un plancher ultra bas. 